# Rafael E. Melgar
Rafael Eustacio Melgar Andrade fue un militar y político mexicano, nacido en Santo Domingo Yanhuitlán, Oaxaca el 14 de marzo de 1887 y muerto en la Ciudad de México el 21 de marzo de 1959.

## Biografía
Luchó en su estado natal durante la Revolución mexicana y alcanzó el grado de General, por méritos en campaña. Presidió el bloque del PNR en la Cámara de diputados en 1930 y encabezó en ese mismo año la campaña nacionalista. Fue embajador de México en Holanda, Diputado y senador por Oaxaca en 1952 a 1958.
Nombrado Gobernador del Territorio Federal de Quintana Roo por el presidente Lázaro Cárdenas en 1935, llevó a cabo una positiva administración marcada por la realización de numerosas obras públicas en el territorio. Muchas de sus obras aún están en funciones como el malecón de Cozumel y el Museo de la misma isla.
El General Melgar, cuyo nombre completo era Rafael Eustacio (no Eustaquio como se presuponía) fue hijo de los señores Leopoldo Melgar y Dolores Andrade. Estuvo casado con la señora Luz María Reguera con quien tuvo dos hijos: Rafael (1926-1948) y Daniel (nacido en 1932). Los restos mortales del General Melgar se hallan en el mausoleo familiar en el Panteón Español de la Ciudad de México.